# Læsø
Læsø [ˈlɛsø] anhörenⓘ (auch Laesoe oder Vor Frue Land) ist eine dänische Insel im nördlichen Kattegat. Als Gesamtgemeinde hat sie 1789 Einwohner (1. Januar 2023.) Die etwa 101 km² große Insel (1916 waren es noch 116,4 km²) ist die am dünnsten besiedelte Gemeinde Dänemarks. Ursprünglich bildete Læsø eine eigene Harde im Hjørring Amt, bestehend aus den Kirchspielen Byrum Sogn (43,89 km², Hauptort Byrum, 450 Einwohner), Hals Sogn (24,55 km², Hauptort Østerby Havn, 269 Einwohner) und Vesterø Sogn (48,06 km², Hauptort Vesterø Havn, 350 Einwohner).(Einwohnerzahlen: 1. Januar 2023) Ab 1970 bildete die Insel eine eigene Kommune Læsø Kommune im Nordjyllands Amt, die im Zuge der Kommunalreform zum 1. Januar 2007 unangetastet blieb und nun als kleinste Kommune Dänemarks zur Region Nordjylland gehört.

## Etymologie
Der Name Læsø rührt von dem sagenhaften Riesen Ägir her, der auch Lær oder Hlér genannt wird. Er ist der Gott des Meeres in der nordischen Mythologie. Das dänische Wort ø bedeutet auf Deutsch „Insel“, also ist Læsø die „Insel des Ägir“.

## Geografie, Geomorphologie und Geologie
Nach dem Abschmelzen des weichseleiszeitlichen Inlandeises vor etwa 12.000 bis 10.000 Jahren war Nordeuropa vom Eisdruck befreit und die Region erfährt seither eine postglaziale Landhebung. Zunächst erfolgte der postglaziale Meeresspiegelanstieg jedoch schneller als die Landhebung und Læsø war weitgehend vom Meer überflutet. Das Inlandeis, das Læsø im Pleistozän bedeckte, ließ dort Findlinge zurück. Ein mit 4 × 3 × 2 Metern besonders großes Exemplar ist der „Topstenen ved Kringelrøn“ im Süden der Insel.
Mit der Verlangsamung des postglazialen Meeresspiegelanstiegs und der anhaltenden Landhebung durchstieß Læsø schließlich in der Jungsteinzeit, vor ca. 4000 Jahren, endgültig den Meeresspiegel. Tonscherben und Pfeilspitzen belegen die Anwesenheit von Menschen, die wahrscheinlich von Südschweden oder von Jütland aus übergesetzt waren.
Heute hebt sich die Insel mit 6 mm pro Jahr und damit etwa dreimal so schnell wie die Alpen. Zudem wächst sie durch Anlandung von Sediment, und alte (fossile) Strandwälle aus Steinen und Blockwerk sind an vielen Stellen der Insel sichtbar. Auch das 1872 bei Byrum, dem etwa in der Mitte befindlichen Hauptort der Insel, gefundene Skelett eines gestrandeten Pottwals, das mittels der Radiokarbonmethode datiert wurde, belegt, dass Læsøs Südküste vor rund 3000 Jahren noch weit im heutigen Inselinneren verlief.
Der Læsø-Stein in Nordmarken markiert die vermutlich älteste Erhebung („Her fødtes Læsø af havet“ – „Hier stieg Læsø aus dem Meer“). Zu den jüngsten Erhebungen Læsøs zählen im Westen der Insel der Stokken, eine nur mit Strandhafer und einigen Büschen bewachsene, der Hauptinsel ca. 150 m vorgelagerte Insel (um 1920 aufgetaucht und zu Fuß durch einen flachen Priel zu erreichen), und der Lille Knot. Entlang der Nordseite findet sich eine Dünenkette. Der höchste Dünenhügel, Højsande, erreicht eine Höhe von 24 Metern. Sieben Kilometer nördlich von Vesterø Havn liegen die kleinen Felseninseln Nordre Rønner, die mit Læsø durch die seichte Sandbank Rønnerev verbunden sind. Auf der Hauptinsel Spirholm steht der Leuchtturm Nordre Rønner Fyr.
Das Klima ist anders als auf dem Festland. Zusammen mit der südöstlich gelegenen Insel Anholt gehört Læsø zum „dänischen Wüstengürtel“, da die Sommer vergleichsweise trocken sind. Während der Sommermonate ist die Niederschlagsmenge so gering, dass Bäche und Teiche teilweise bis auf den Grund austrocknen.

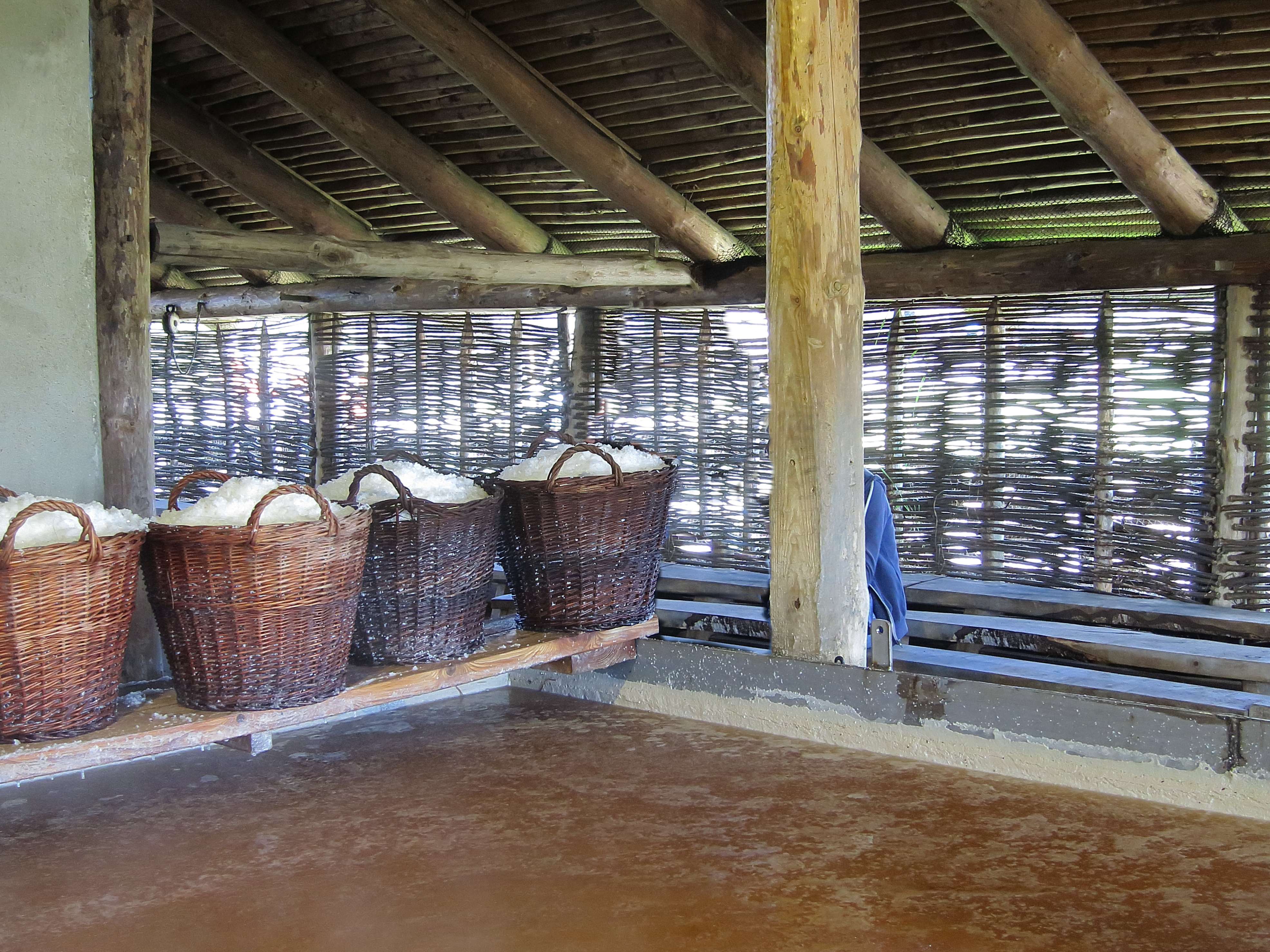
Salzsiederei auf Læsø nach mittelalterlichem Vorbild. Sole wird in flachen, von unten mit Holz- oder Torffeuer geheizten Becken eingedampft. Auf der Oberfläche bilden sich größere Salzkristalle, die abgeschöpft und in Weidenkörben vorgetrocknet werden.

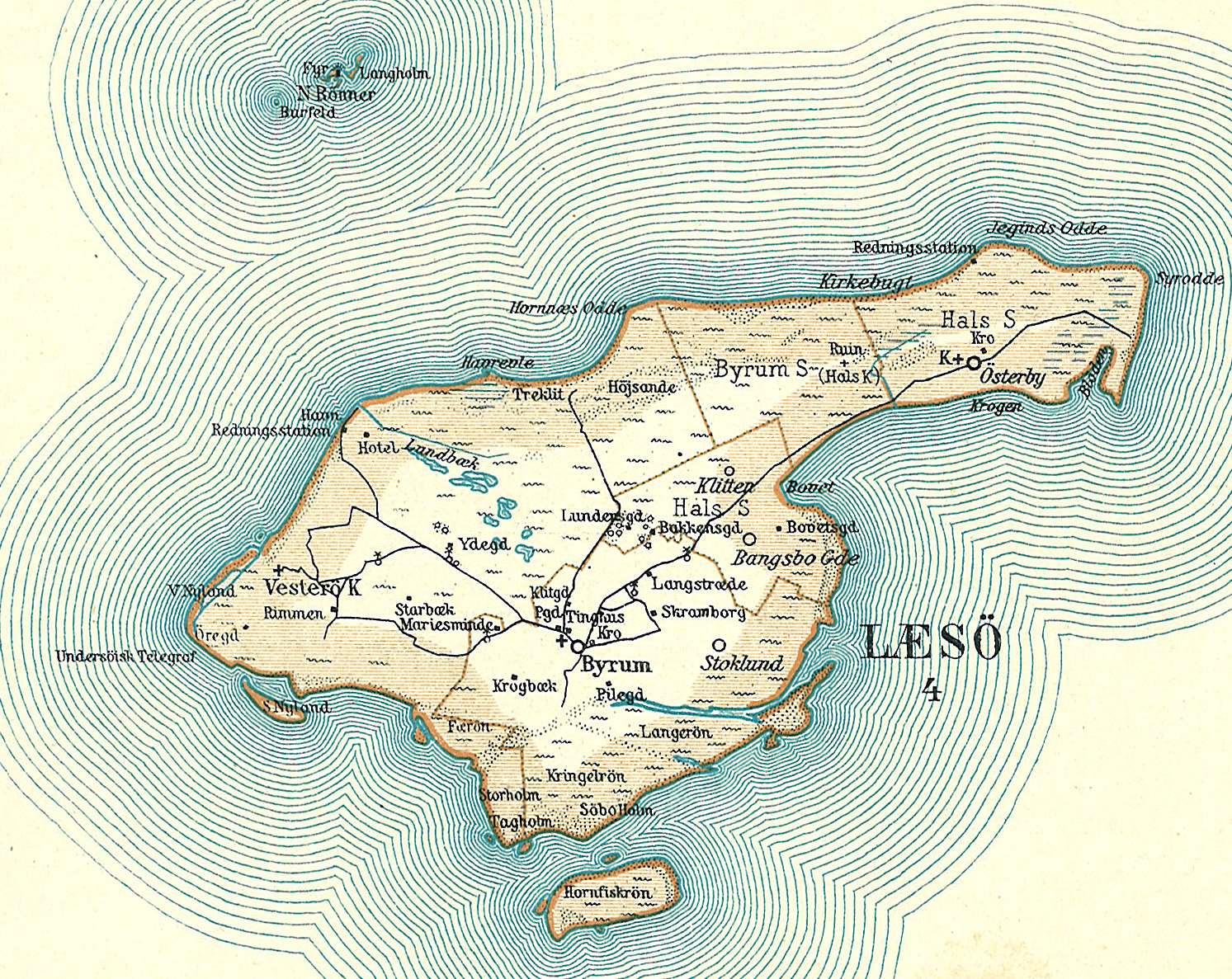
Karte von 1900

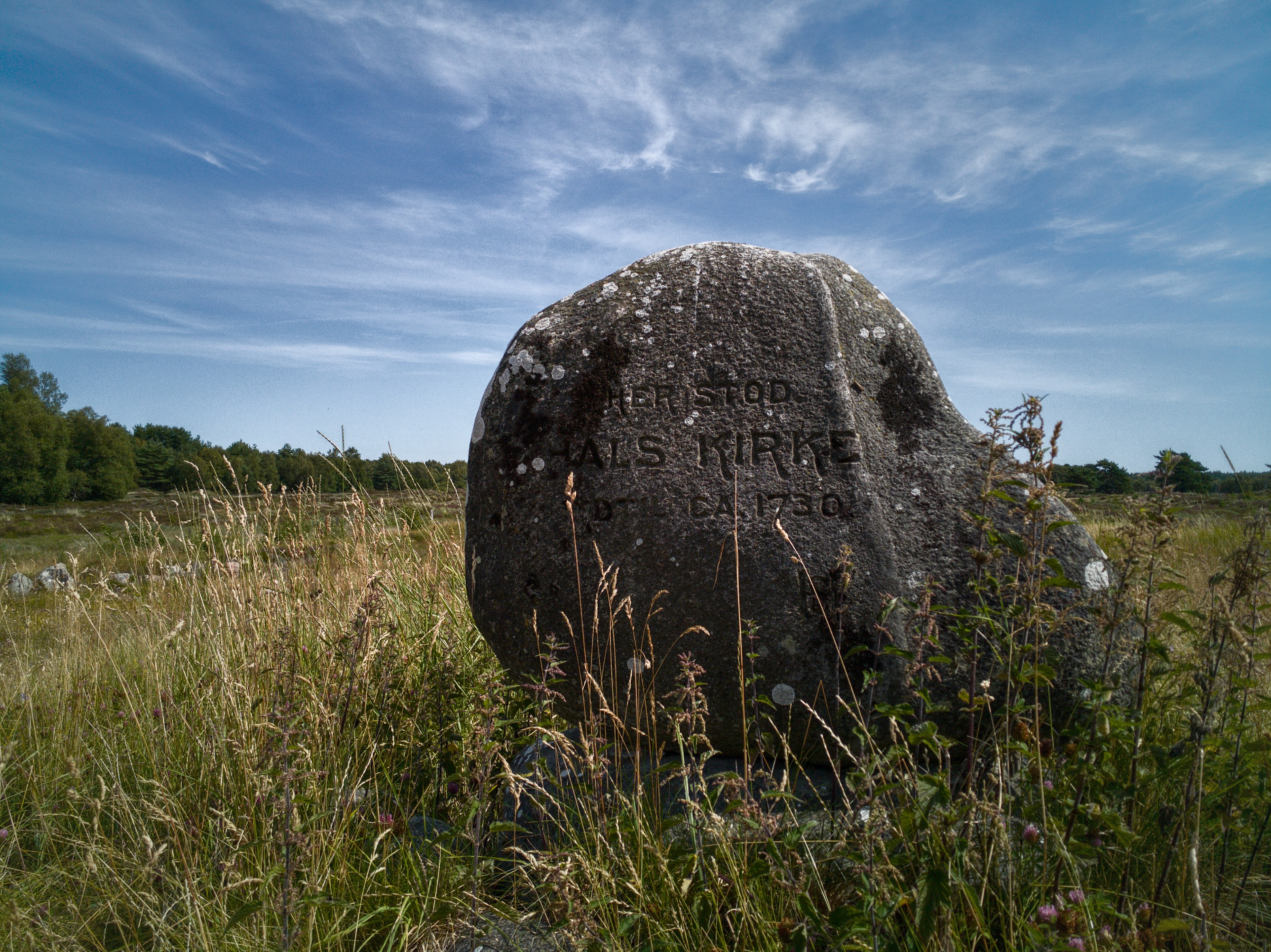
Denkmal auf Læsø für das von einer Wanderdüne verschüttete Dorf Hals. Der Gedenkstein markiert in etwa den Standort des Altars der Kirche, von der nur noch Reste des Fundaments zu erahnen sind.

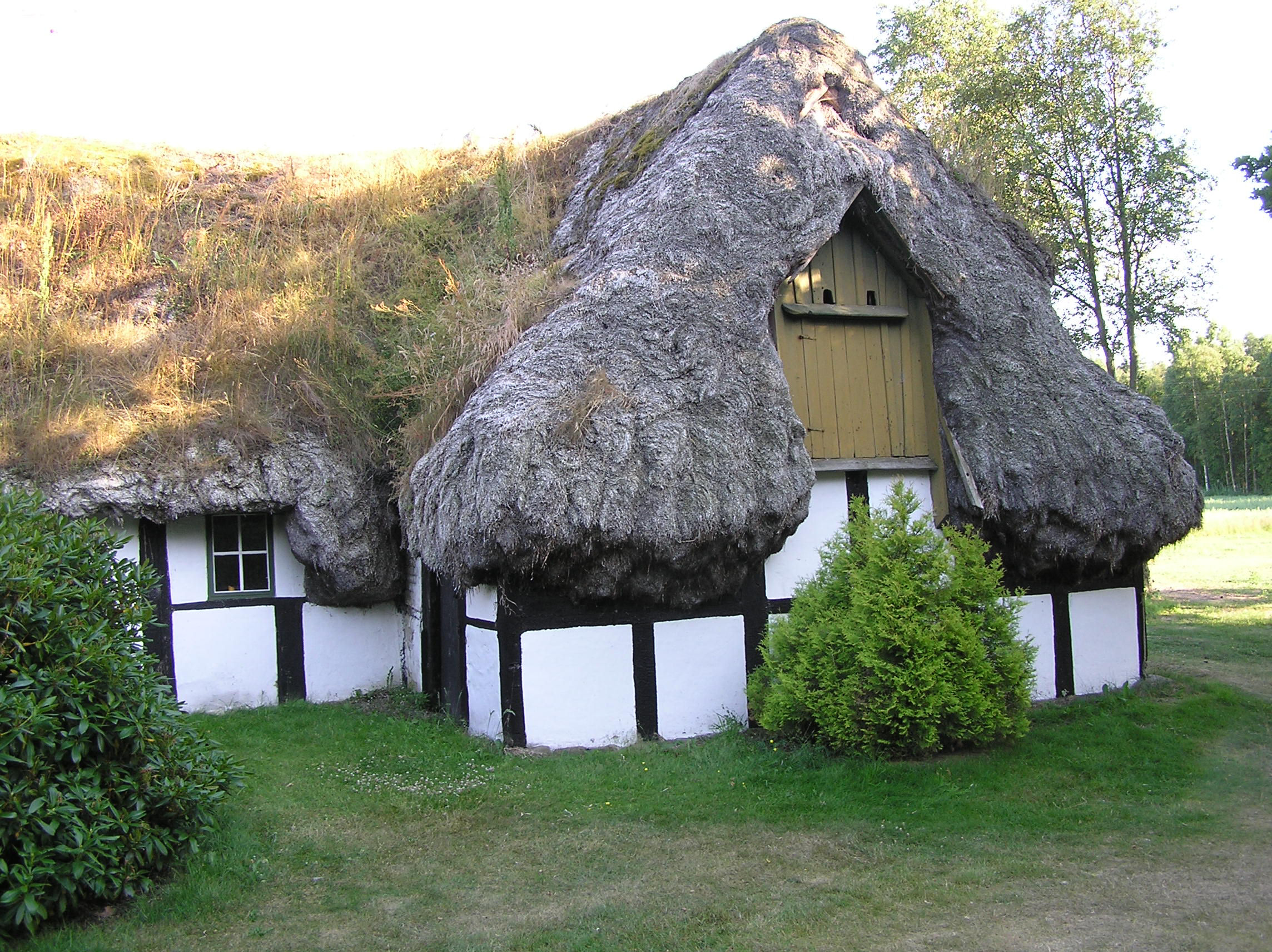
Hedvigs Hus mit der inseltypischen Dacheindeckung aus Seegras (tangtag)

Im Mittelalter war die Insel durch ihre Salzgewinnung berühmt. Das Salz wurde hier aus relativ stark salzhaltigem, flachem Grundwasser in Siedesalinen gewonnen. Die Salzwiesen der sogenannten Rønner an der Südseite der Insel werden regelmäßig bei Winterstürmen überflutet, sodass der sandige Untergrund dort mit Meerwasser gesättigt wird. Nach unten wird die nur ein bis zwei Meter mächtige Sandschicht durch Ton abgedichtet. Im Sommer wird das salzige flache Grundwasser von Wind und Sonne sowie durch Wasserextraktion salzliebender Pflanzen auf bis zu 17 % Salzgehalt konzentriert. Diese Sole wandert aufgrund ihrer höheren Dichte zu den tiefsten Stellen der unebenen Kontaktfläche zwischen Ton und Sand. Von dort wurde sie zutage gefördert und in hunderten Salzsiederhütten eingedampft. Das so gewonnene Salz wurde nach Viborg geliefert. Infolge des hohen Brennholzbedarfs der Salinen war die Insel im späten Mittelalter völlig entwaldet, sodass Sandstürme ganze Dörfer verschütteten (siehe auch → Bodenerosion). 1652 wurde deshalb das Salzsieden verboten.
Mit der Wiederaufforstung der Insel wurde erst in den 1920er Jahren begonnen, sodass heute kaum ein Dutzend Bäume auf Læsø älter als 100 Jahre sind. In der Bevölkerung war die Wiederaufforstung nicht unumstritten, da viele Læsøer von der Strandpiraterie lebten und auf freie Sicht angewiesen waren, um gestrandete Schiffe frühzeitig zu bemerken. Der neue Baumbestand störte die Sicht.
Seit Ende der 1980er Jahre werden als Projekt experimenteller Archäologie sowie für den Tourismus Salzsiedehütten wieder aufgebaut und betrieben. Inzwischen ist das Læsø-Salz überall in Dänemark erhältlich. Aus der Lake, die beim Salzsieden übrigbleibt, werden seit 2002 dermatologische Produkte gegen Schuppenflechte, Neurodermitis und andere Hauterkrankungen hergestellt.

## Kirchen und architektonische Besonderheiten
Auf Læsø gibt es fünf Kirchen, vier von ihnen haben Türme. Die Kirche in Byrum besitzt ein Glockenspiel im Turm, und in der Vesterø Søndre Kirke hängt die älteste Glocke Læsøs. Sie wurde im Jahre 1640 vom französischen Glockengießer Franciscus Voillardi gegossen. Die zweitälteste Glocke besitzt die Østerby Kirke. Sie wurde im Jahre 1658 von Hans Meyer gegossen. Die größere Glocke stammt aus dem Jahr 1955 von der englischen Glockengießerei John Taylor & Co. Die alte Glocke stammt ursprünglich aus der sogenannten Hals Kirke. Von der Hals-Kirche sind heute nur noch ein paar Steine zu sehen, denn Wanderdünen haben diese kleine Kirche verschüttet. Alle Kirchenglocken auf Læsø läuten gemeinsam morgens um 6 Uhr.
Die Weiße Kirche in Vesterø wurde 2005 profaniert. Das Kirchenschiff wurde abgerissen, der Turm blieb als Landmarke stehen. Anstelle des Kirchenschiffs wurde ein luxuriöses Solebad gebaut.
Eine Eigenheit der Insel sind Dacheindeckungen aus Seegras (dän. „bændeltang“). Seit den 1930er Jahren setzte Pilzbefall den Dächern stark zu. Heute existieren nur noch 20 Wohngebäude, darunter der Museumshof På Lynget und Hedvigs Hus, das besichtigt werden kann.

## Sonstige bemerkenswerte Bauwerke
Die HGÜ-Trasse Kontiskan durchquert die Insel Læsø als Freileitung. Auf Læsø existiert ein 160 Meter hoher Richtfunkmast.

## Wirtschaft
Wichtige Erwerbszweige auf Læsø sind Tourismus, Wollindustrie und Fischerei. Vor allem der Kaisergranat (Nephrops norvegicus, lokal: „Jomfruhummer“) gehört zu den Hauptexportartikeln der Insel; neben dem Tourismus ist die „Læsø Fiskeindustri“ der größte Arbeitgeber der Insel.

## Verkehr
Die Insel ist über eine Fährverbindung von Frederikshavn zu erreichen. Des Weiteren besitzt die Insel einen Flugplatz mit regelmäßigen Verbindungen nach Sindal, Aalborg und Kopenhagen.
Die Buslinie der Insel ist kostenlos nutzbar.
Die Meerenge Læsø Rende westlich der Insel wird durch den Leuchtturm Læsø Rende Fyr gesichert.